# OPAC

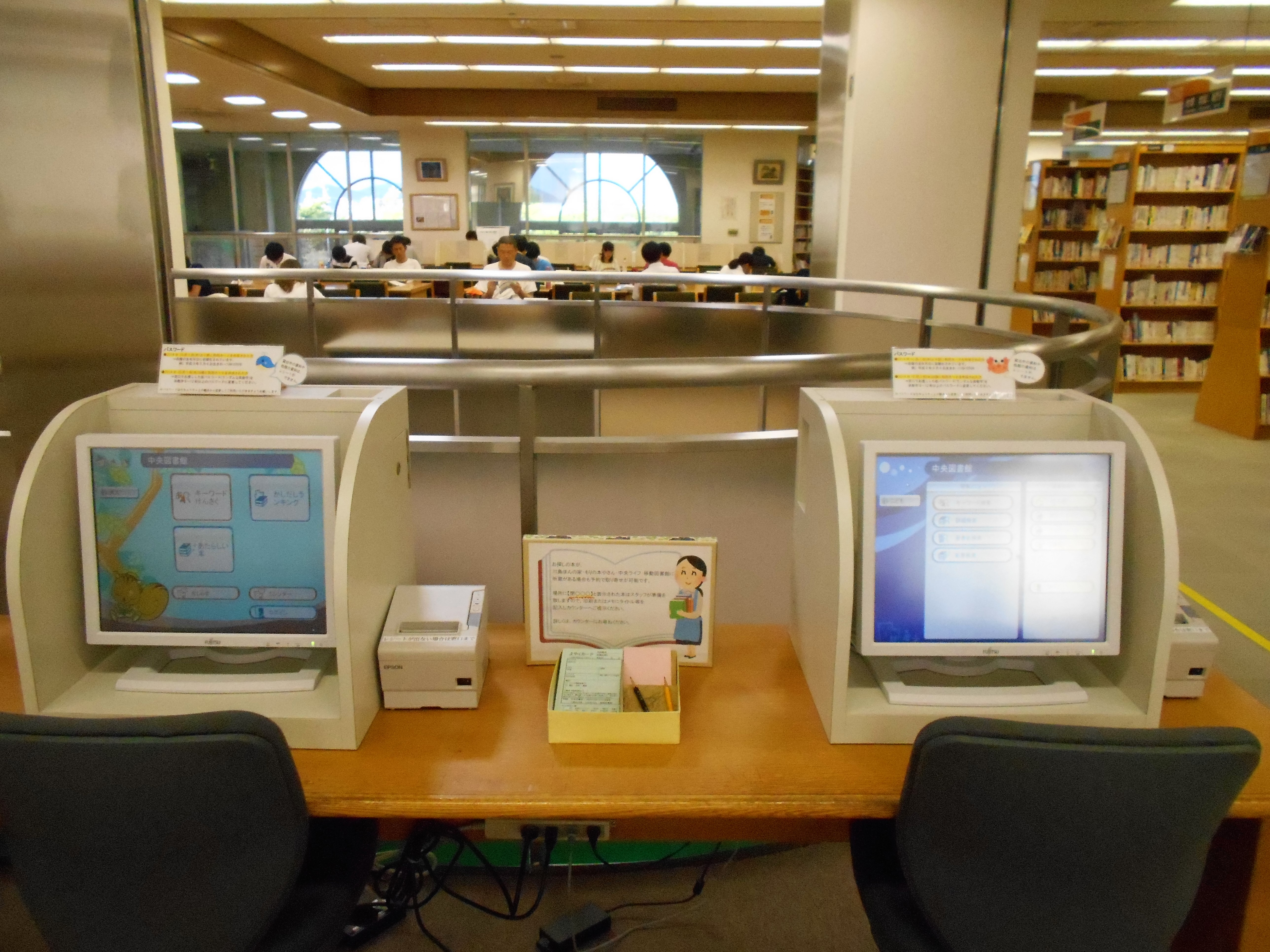
OPAC用のコンピュータ（各務原市立中央図書館）

OPAC（オパック、オーパック、Online Public Access Catalog）とは利用者に供されるオンライン蔵書目録のことである。インターネットからアクセス・利用できるOPACを特にウェブOPAC、インターネットOPACなどと呼ぶ。なお、利用者への利用に供さないオンラインの目録はただのオンライン目録 (Online Catalog) とし、OPACとは呼ばないこともあるが、現代のオンライン目録のほとんどが利用者の操作を前提としているため、特に区別されることはなく、本稿においても区別はしない。

## 概要
図書館において蔵書目録の作成は必須の作業であり、かつては「図書目録カード」と呼ばれる書誌情報・所在情報を記載した紙のカードを書名順、著者名順、分類順に並べカードボックスに収めていた。この目録カードによる書誌情報・所在情報を機械が読み取れる形 (機械可読目録、MARC、MAchine Readable Catalog) に変形、蓄積し、蓄積されたデータを検索するための検索プログラムやメインコンピュータとの通信ネットワークを備えたものが、OPACである。機械可読目録ではカード目録や冊子体目録といった紙媒体よりも情報が多く、そのために、多彩な検索を可能にしている。
その研究や利用は1970年代のアメリカで、アメリカ議会図書館やOCLC、RLIN等の組織が主導し始められ、文字体系が同一なヨーロッパでも1980年代初期より始まった。日本ではひらがな・カタカナ・漢字といった異なる文字体系であったため、コンピュータがそうした言語を処理できるようになるまで待たされ、国立国会図書館、学術情報センター（現：国立情報学研究所）、図書館流通センター等の出版流通業者らによって、開発、1980年代後半から利用され始めた。1990年代になると、インターネットの普及によって、WebOPACと呼ばれるインターネットに接続されたOPACが誕生、図書館以外からもアクセスできるようになった。
日本では1997年時点で公共図書館の58.4%、大学図書館の76.4%で、それぞれOPACの提供がなされており、2010年の調査では公共図書館・大学図書館の双方において9割以上の採用がされていることが明らかとなるなど、ほとんどの公共図書館、大学図書館で導入されている。
OPACによりそれまでのカード目録では不可能であった高度な検索や部分一致の曖昧検索が可能になり、また大学図書館については学術情報センター（現：国立情報学研究所）によるNACSIS Webcatにより大学間の横断検索が可能になるなど利用者の利便性が大きく向上した。現在のOPACは貸出・予約状況といった書誌情報以外の情報をも取り扱うようになっている。
以上の通り、検索結果の論理演算等の高度な検索や貸出状況の確認などの利点・特徴が挙げられる一方で、コストの問題やユーザインターフェースの不統一、などが問題としてあげられている。また、研究開発の途上において以下に挙げるような問題が先送りされた。
- 外字問題（単純に文字種の不足の問題を含む）
- 新旧JIS問題（開発時期や導入システムによる文字コード系の違いを含む）
- 漢籍目録の脱落（漢籍目録を編める図書館員が不足している問題を含む）
- 非日本語資料のOPAC化
- データ形式の違いにより図書館間横断検索システムの構築が困難

こうした問題の一部または全部は日本国内のみならず、アメリカでも漢字への対応が問題となっていた。

## 発展
OPACは以下に示すような世代が存在するとされている。こうした世代区分は第一世代から第三世代の3つに区分したチャールズ・ヒルドレスの世代区分が知られている。
ゼロ世代のOPACは、ただ単にカード目録の作成をコンピュータが補助するだけのものである。結局のところ、出力はカード、あるいは、一覧を印刷しただけのリストに終始しており、コンピュータの利用はデータの処理の簡便化に終始していた。
第一世代のOPACになると、書名や著者名の完全一致による検索が出来るようになった。初心者の操作をアシストするヘルプなどの機能は実装されず、館内業務での利用が試みられた。一方で、利用者に対する一応の図書館奉仕として「利用者開放端末」として利用させていた。ただし、この頃のOPACは必ずしも一般利用者を対象とはしておらず、利用者には不要な情報の表示などの欠点もあった。後期になると書誌ユーティリティの活用が進められる。
第二世代では、通信技術を図書館でも利用しようとする気運が高まり、個々の図書館の枠を超えたネットワークが構築される。部分一致による検索が導入され、検索結果の並べ替えや初心者向けのヘルプ機能が搭載されるようになる。
第三世代になると、貸出記録などの情報もOPACで一括管理し始める。インターネットへの接続により、今まで以上に広い利用がなされる。

## ユーザインターフェース
検索の方式は、大まかに無指定方式、選択方式、コマンド方式の3つに分けることが出来る。
無指定方式は1つの検索ボックスに検索キーワードを入力し、書名・著者・出版社・出版年などの全てを対象に検索する方式であり、選択方式は検索したい条件を指定した上で検索する方式である。選択方式は、比較的平易な検索方式であるが、検索の度にメニュー画面を通して検索をしなければならないため、慣れた利用者からするといくらか冗長になってしまう恐れがある。対して、無指定方式はただ一つの検索ボックスに検索語を入力するのみで検索を行なうことができ、最も利用者に親切な方式となっており、無指定方式が2010年代以降の主流となっている。
コマンド方式は選択条件などをコマンドのみで指定する方式であり、ある程度の技量を持つ利用者であれば多彩な検索を行なうことができたが、初心者の利用が比較的難しいものとなっている。図書館によって提供されるコマンドの細部は異なっており、標準規格の策定を求める声も存在したが、日本では採用館の数を減らしている。

## 註釈
1. ↑  例えば、日本図書館協会用語委員会 2013, p. 50では、「オーパック、＜オンライン利用者用目録＞または＜オンライン閲覧目録＞の略称。（中略）オンライン目録といわれることもある。」としている。
2. ↑  この用語について北克一、芝勝徳 1992, p. 88では、元来職員のみが使用したものを利用者に開放するという意味が込められている、不適切に感じるとした。